# Attaneuria ruralis
Attaneuria ruralis és una espècie d'insecte pertanyent a la família dels pèrlids i l'única del gènere Attaneuria. Es troba a Nord-amèrica: el Canadà (Manitoba) i els Estats Units (Alabama, Arkansas, Florida, Geòrgia, Washington DC, Iowa, Illinois, Indiana, Kansas, Maryland, Minnesota, Missouri, Massachusetts, Carolina del Nord, Nebraska, Nova York, Ohio, Pennsilvània, Carolina del Sud, Tennessee, Virgínia i Wisconsin).